# Betzmannsdorf
Betzmannsdorf (fränkisch: Betsmas-dorf) ist ein Gemeindeteil der Stadt Heilsbronn im Landkreis Ansbach (Mittelfranken, Bayern). Betzmannsdorf liegt in der Gemarkung Weißenbronn.

## Geografie
Durch den Weiler fließt das Weißenbronner Bächlein, ein rechter Zufluss der Schwabach. Südöstlich liegt das Waldgebiet Hölle. Durch den Ort verläuft die Kreisstraße AN 29, die nach Weißenbronn (0,7 km westlich) bzw. nach Göddeldorf (2,3 km nordöstlich) führt.

## Geschichte
Der Ort wurde 1132 als „Pecemannesdorf“ erstmals urkundlich erwähnt. Der Ortsname bedeutet Zum Dorf des Bezeman. Laut dieser Urkunde erhielt das Kloster Heilsbronn bei seiner Gründung von Bischof Otto von Eichstätt u. a. Besitzungen in Betzmannsdorf. Betzmannsdorf ist damit das älteste urkundlich erwähnte Dorf der Kirchengemeinde Weißenbronn. Wahrscheinlich war Betzmannsdorf eine Schäferei des Klosters.
Im 16-Punkte-Bericht des Klosteramts Heilsbronn aus dem Jahr 1608 werden für Betzmannsdorf 2 Mannschaften verzeichnet: die 2 Bauern hatten das Klosterverwalteramt Heilsbronn als Grundherrn. Das Hochgericht übte das brandenburg-ansbachische Kasten- und Stadtvogteiamt Windsbach aus. Im Dreißigjährigen Krieg wurden die zwei Höfe, aus denen der Weiler bestand, zwar nicht eingeäschert, jedoch verödeten sie und fielen deshalb an das Kloster zurück.
Gegen Ende des 18. Jahrhunderts gab es in Betzmannsdorf 2 Anwesen. Das Hochgericht übte das Kasten- und Stadtvogteiamt Windsbach aus. Die beiden Höfe hatten das Klosterverwalteramt Heilsbronn als Grundherrn. Von 1797 bis 1808 unterstand der Ort dem Justiz- und Kammeramt Windsbach.
Im Rahmen des Gemeindeedikts wurde Betzmannsdorf dem 1808 gebildeten Steuerdistrikt Weißenbronn und der 1810 gegründeten Ruralgemeinde Weißenbronn zugeordnet. Am 1. Mai 1978 wurde diese im Zuge der Gebietsreform in Bayern nach Heilsbronn eingemeindet.

### Baudenkmäler
- Haus Nr. 1 (Ehemaliger Klosterhof von Heilsbronn): Einfassung durch Bruchsteinmauer; Toreinfahrt mit drei Sandsteinpfosten und Kugelaufsätzen, 18. Jahrhundert. Wohnhaus- und Stallgebäude, eingeschossiger Bau, vielleicht noch des 16. Jahrhunderts mit dreigeschossigem Giebel, Krangaube und Dachgauben. Wohl etwa gleichzeitige ehemalige Schafscheune zweigeschossig mit Fachwerkobergeschoss, Satteldach, Krangaube und Dachgauben.[15]
- Haus Nr. 3: eingeschossige Fachwerkscheune, 18./19. Jahrhundert, mit dreigeschossigem Giebel[15]
- Eine Scheune aus Betzmannsdorf befindet sich im Fränkischen Freilandmuseum Bad Windsheim.

ehemalige Baudenkmäler
- Haus Nr. 2: eingeschossiger Bau, 16./17. Jahrhundert, mit dreigeschossigem Fachwerkgiebel[16]
- Haus Nr. 4: eingeschossige Fachwerkscheune, 16./17. Jahrhundert, mit Satteldach[16]

### Einwohnerentwicklung
| Jahr      | 001818 | 001840 | 001861 | 001871 | 001885 | 001900 | 001925 | 001950 | 001961 | 001970 | 001987 | 002007 | 002016 |
| Einwohner | 18     | 6      | 28     | 31     | 39     | 30     | 28     | 30     | 28     | 39     | 33     | 38     | 32     |
| Häuser    | 3      | 3      |        |        | 5      | 5      | 5      | 5      | 6      |        | 7      |        |        |
| Quelle    | [ 18 ] | [ 19 ] | [ 20 ] | [ 21 ] | [ 22 ] | [ 23 ] | [ 24 ] | [ 25 ] | [ 26 ] | [ 27 ] | [ 28 ] |        | [ 1 ]  |

## Religion
Betzmannsdorf ist seit der Reformation evangelisch-lutherisch geprägt und bis heute nach St. Michael (Weißenbronn) gepfarrt. Die Einwohner römisch-katholischer Konfession sind nach Unsere Liebe Frau (Heilsbronn) gepfarrt.